# Alexander Schuhmacher
Alexander Schuhmacher (* 1965 in Heidelberg) ist ein freier Hörspielautor und -regisseur in Berlin.
Er studierte Politik und Geschichte in Stuttgart. Bevor er Hörspiel-Regisseur wurde arbeitete er als Regieassistent beim Süddeutschen Rundfunk (SDR) mit Heinz von Cramer.
Sein erstes Hörspiel aus eigener Feder war Hommage an John Coltrane (SDR 1994). Seitdem hat Alexander Schuhmacher zahlreiche Preise für seine Hörspiele und seine Regiearbeit bekommen, darunter 2003 den Civis-Preis, 2004 die Silver World Medal des New York Festivals, 2005 den Kurd-Laßwitz-Preis, mehrere Auszeichnungen zum Hörspiel des Monats und 2008 zum Hörbuch des Jahres.
Die erste Hörbuchveröffentlichung einer seiner Hörspielbearbeitungen (Der Alchimist von Paulo Coelho) wurde 2005 mit der Goldenen CD und 2009 mit der Platin-CD für über 250.000 verkaufte Exemplare ausgezeichnet.

## Hörspiele
- 1997: Brian Moore: Hetzjagd. Aus dem Englischen von Bernhard Robben; Bearbeitung und Regie, Produktion: SWR.[1]
- 2000: Alexander Lernet-Holenia: Der Baron Bagge – Bearbeitung und Regie (NDR)
- 2009: Oliver Bukowski: In Grund und Boden – Regie (Hörspiel – SWR)
- 2010: Hans Henny Jahnn: Nacht aus Blei – Bearbeitung und Regie (DKultur)
- 2013: Oliver Bukowski: Primtime (DKultur)
- 2013: Renate Görgen: Der hinkende Hund (NDR)
- 2013: Jakob Arjouni: Bruder Kemal – Bearbeitung und Regie (NDR)
- 2013: Joy Markert: Bello e impossibile oder Die Dohmsche Verführung (DKultur)
- 2013: Oliver Bukowski: Primetime (DKultur)
- 2014: Oliver Bukowski: Snaps (DKultur)
- 2014: Andra Joeckle: Das Tangotier oder Reibung erzeugt Wärme (DKultur)
- 2014: Joy Markert: Der Mendelssohnriss (DKultur)
- 2015: Daniel Guthmann / Stepan Gantrlyan: „Und es brennt mein Herz tagelang“. Der armenische Dichter Jeghische Tscharenz (NDR/SWR)
- 2015: Agnieszka Lessmann: Monolog einer hässlichen Frau (SWR)
- 2016: Heiko Daniels: Stylites – 37 Jahre / 18 Meter. Eine Hagiofonie (HR)